# Яцек Шемберк
Яцек Шемберк, або Шонберк, Шемберг, Шемберґ гербу власного (?-бл. 1658) — польський шляхтич, військовик, урядник, комісар у козацьких справах Речі Посполитої.

## З життєпису
Полковник Його Королівської Милості, богуславський староста, каштелян (бл. 1656-57) та ловчий (1643-55) Кам'янця-Подільського. «Непопулярний серед козаків урядовий комісар Війська Запорізького реєстрового», поставлений після поразки повстань 1637 (Павлюка) — 1638 (Острянина) років. При ньому служив писарем Іван Виговський, зокрема, у 1638 році. Як досвідченим офіцерам — йому та Стефану Чарнецькому — під час повстання Хмельницького великий коронний гетьман Миколай Потоцький доручив допомагати своєму сину Стефану в поході перед битвою під Жовтими Водами.